# Drzymałowo
Drzymałowo (prononciation : [dʐɨmaˈwɔvɔ]) est un village polonais de la gmina de Rakoniewice dans le powiat de Grodzisk Wielkopolski de la voïvodie de Grande-Pologne dans le centre-ouest de la Pologne.
Il se situe à environ 4 kilomètres au nord-est de Rakoniewice (siège de la gmina), à 9 kilomètres au sud-ouest de Grodzisk Wielkopolski (siège de la gmina et du powiat) et à 50 kilomètres au sud-ouest de Poznań (capitale régionale).

## Histoire
La ville a été baptisée d'après le nom de Michał Drzymała. 
De 1975 à 1998, le village faisait partie du territoire de la voïvodie de Poznań.

Depuis 1999, Drzymałowo est situé dans la voïvodie de Grande-Pologne.
Le village possède une population de 168 habitants en 2007.